# Sabikh
Sabikh eller sabich (hebreiska: סביח [saˈbiχ]; judeoirakisk arabiska: صبيح) är en smörgås med pita- eller laffabröd fylld med friterad aubergine, hårdkokta ägg, hackad sallad, persilja, amba och tahini. Rätten är en grundsten i det judisk-irakiska köket som började serveras i Israel på 1960-talet av judar med irakiskt ursprung.
Sabich har sitt ursprung i den traditionella snabbfrukosten hos irakiska judar, där ingredienserna – som friterad aubergine, hårdkokta ägg och inlagda grönsaker – traditionellt serveras var för sig. Efter att dessa grupper i emigrerat till Israel uppstod en ny och mer praktisk variant, genom att man började samla alla komponenterna i ett och samma bröd.
Denna moderna smörgåsvariant utvecklades i Israel på 1960-talet, och den säljs på många matställen runt om i landet.

## Etymologi

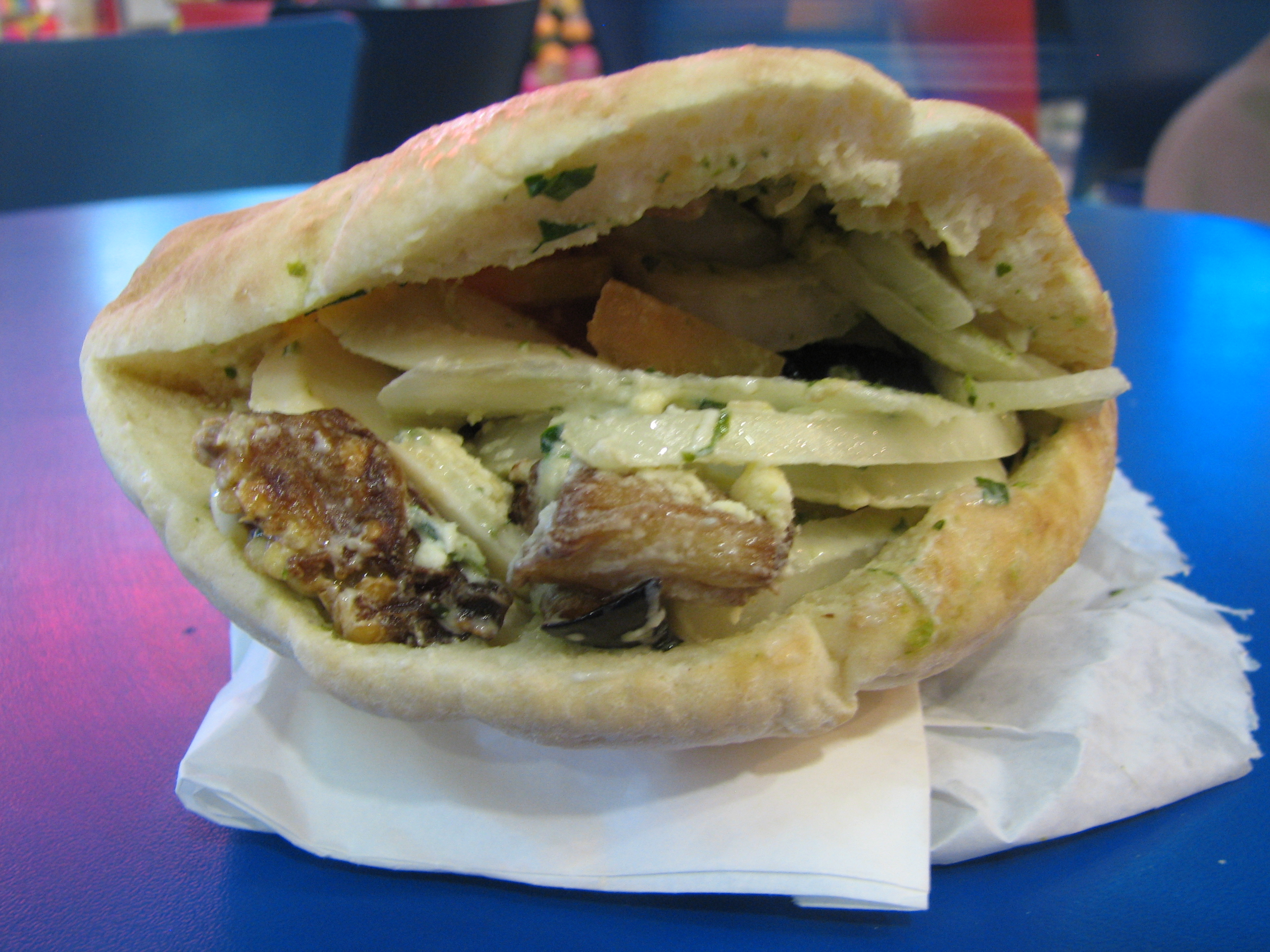
Sabikh serverat med pitabröd.

Det finns flera teorier om ursprunget till namnet sabikh. Många tillskriver namnet till smörgåsens upphovsman, Sabich Tzvi Halabi, som föddes i Bagdad 1938 och invandrade till Israel i början av 1950-talet. Namn Sabich betyder ordagrant "morgon" på arabiska, vilket innebär att det lika gärna kan syfta på att ingredienserna är desamma som i en typisk sabbatsfrukost bland irakiska judar.
En populär folketymologisk legend förklarar att namnet är en akronym av de hebreiska orden “Salat, Beitsa, yoter Ḥatsil” (סלט ביצה יותר חציל), vilket betyder “sallad, ägg, mer aubergine”. Detta betraktas dock som en skämtsam tolkning av typen bakronym.

## Historia

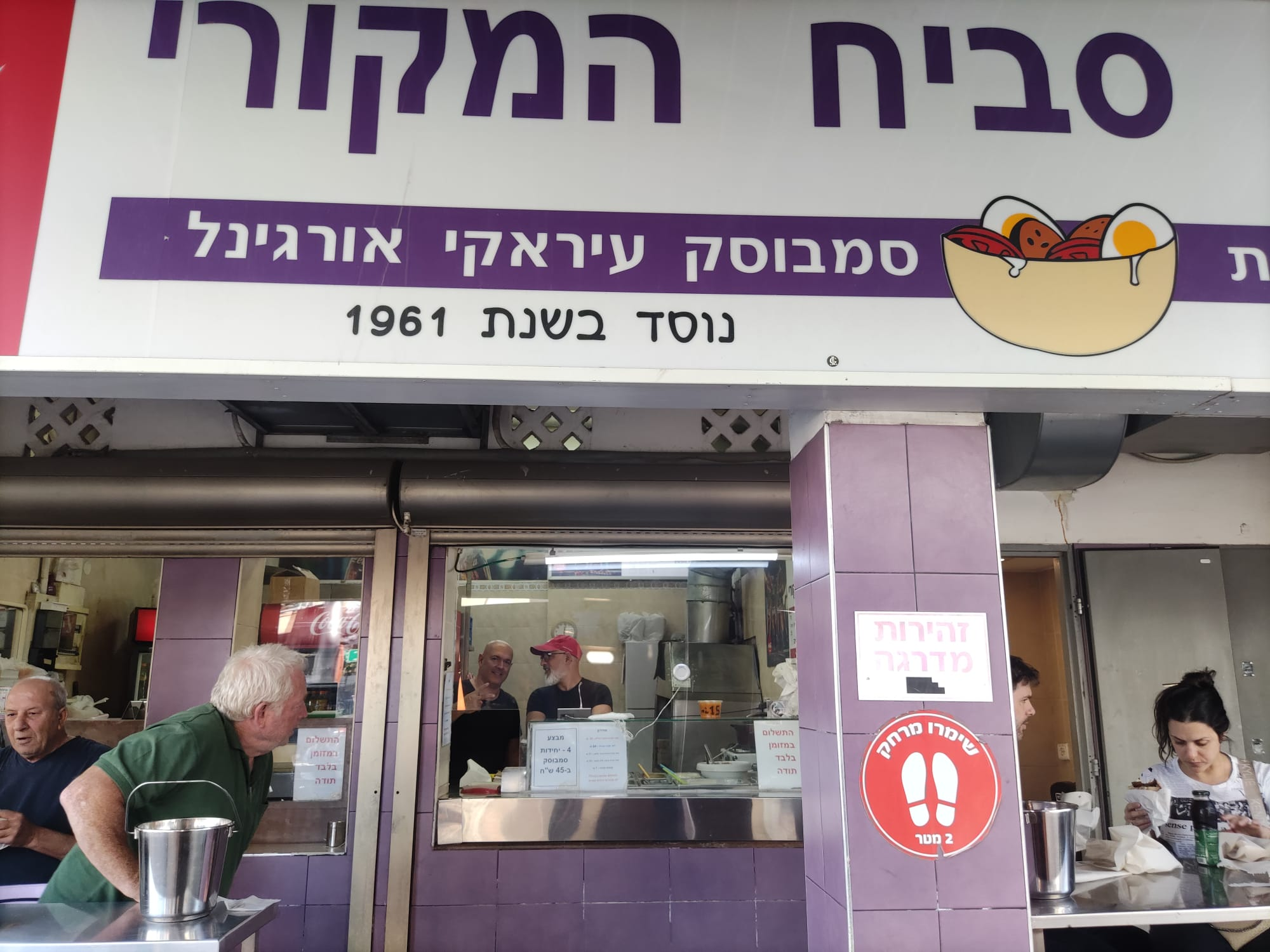
Den ursprungliga sabikh-buffén på sin nuvarande plats.

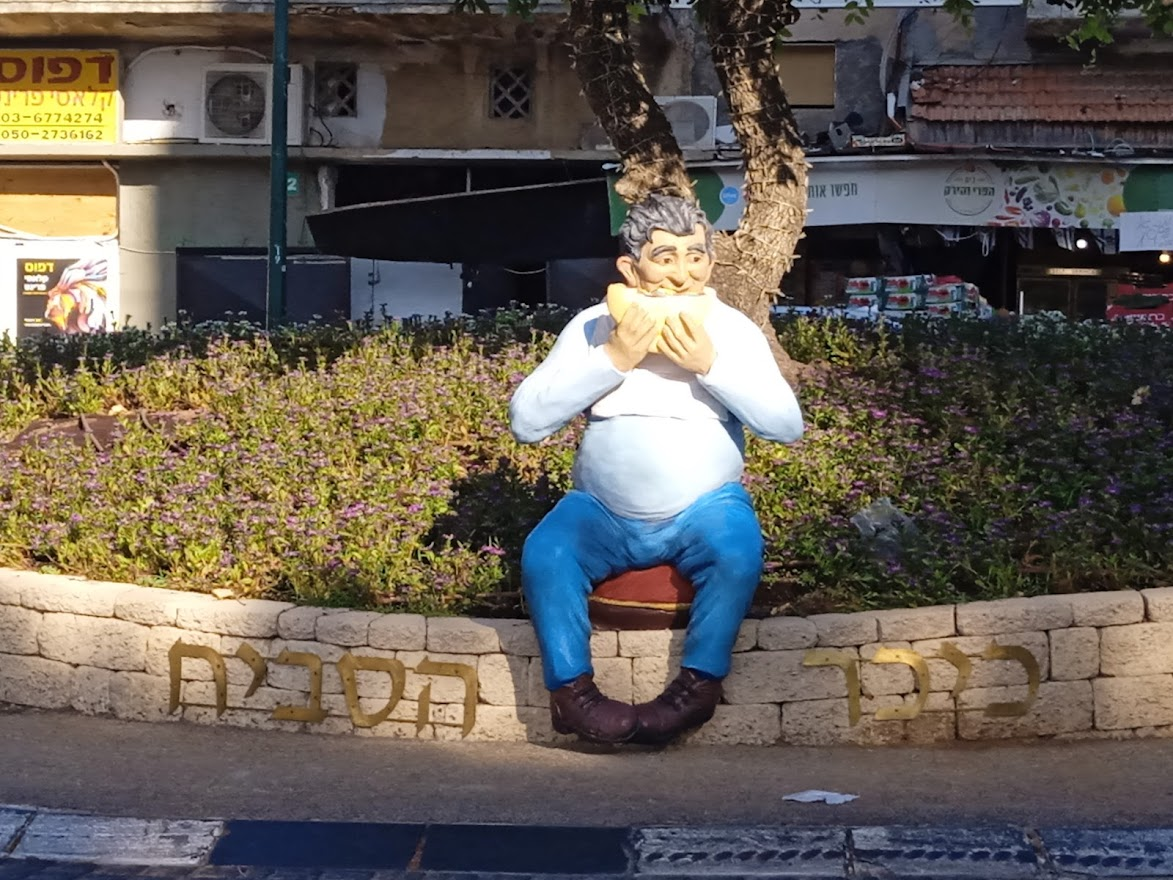
Sabikh-torget i Ramat Gan.

I början av 1960-talet köpte irakisk-judiske Sabich Tzvi Halabi ett gatukök tvärs över gatan från sista hållplatsen för buss 63 på Uzielgatan i Ramat Gan. 
De lokala arbetarna ville ha något mer mättande än den börek som såldes där. Halabi och hans fru komponerade då en smörgås baserad på en traditionell irakisk shabbatfrukost, bestående av ägg, tebit, chamin, friterad aubergine och sallad. Eftersom aubergine odlas året runt i Israel och ägg fanns tillgängliga även under den israeliska ransoneringstiden, var båda ingredienserna vanliga och lättillgängliga på 1960-talet.
Smörgåsen blev genast populär, och Halabi tog hjälp av en affärspartner, Yaakov Sasson. I början av 1980-talet flyttade de verksamheten till Negbagatan, där den fortfarande var i drift så sent som 2017. Rätten serveras i hela Israel, men är trots detta relativt okänd utanför Israel.
År 2020 meddelade borgmästaren av Ramat Gan att korsningen av gatorna Negba och Uziel skulle döpas till Sabikh-torget.

## Ingredienser och beskrivning
Sabich innehåller vanligtvis friterade aubergineskivor, en sallad på gurka och tomat, amba och ägg som långkokats i hamin tills de blir bruna. Vissa varianter inkluderar även potatis, pickles, tahini och hummus med mera. Den serveras oftast i pitabröd eller inlindad i laffa, ett slags irakiskt tunnbröd.
Daniel Gritzer, som skriver för Serious Eats, beskriver smörgåsen så här:
”Den droppar, den är sölig, den är skamlöst saftig och smakrik. Det finns krämiga delar, mjuka bitar, knapriga tuggor och syrliga explosioner.”
En nyare variant utan bröd kallas för sabikhsallad (hebreiska: “סלט סביח” – salat sabich).

## Betydelse för det israeliska köket
Enligt Ronit Vered, skribent för tidningen Haaretz, blev smörgåsen ”en integrerad del av den begränsade kanon som utgör det israeliska köket”. Tami Shem-Tov skrev Saba Sabich (”Farfar Sabikh”), en bilderbok för barn som gavs ut 2017 på hebreiska av Kinneret Zmora-Bitan. Enligt Yahil Zaban vid Tel Avivs universitet skildrar boken hur smörgåsen blev ”en symbol för den nya israeliska kulturen”.
Enligt Janna Gur är smörgåsen ”den första gatuköksrätten som har sitt ursprung i en judisk mattradition” inom det israeliska köket. Gur hävdar att den till och med är populärare än falafel.